# Gastrancistrus fuscicornis
Gastrancistrus fuscicornis är en stekelart som beskrevs av Walker 1834. Gastrancistrus fuscicornis ingår i släktet Gastrancistrus och familjen puppglanssteklar.
Artens utbredningsområde är:
- Tyskland.
- Nederländerna.
- Polen.
- Spanien.
- Sverige.
- Moldavien.

Arten är reproducerande i Sverige. Inga underarter finns listade i Catalogue of Life.